# Ольгинка (Краснодарский край)
О́льгинка — поселок городского типа в Туапсинском районе Краснодарского края.
Входит в состав Новомихайловского городского поселения.

## География
Село расположено в долинах реки Ту и её притока Кабак (Кабан), впадающих в Ольгинскую бухту Чёрного моря. Непосредственно к селу примыкают курортные посёлки, расположенные на мысах Агрия и Грязнова.
На берегу бухты Ольгинская находятся оздоровительные комплексы «Орбита» и «Гамма».

## История
Станица Ольгинская была основана 5 (17) июля 1864 года в составе Шапсугского берегового пешего батальона Кубанского казачьего Войска. Название получила в честь великой княгини Ольги, жены князя Михаила Николаевича Романова, брата императора Александра II, наместника Кавказского. После расформирования батальона в 1870 году станица преобразована в селение (деревню), а казаки переведены в сословие крестьян.
С 1901 г. в окрестностях Ольгинки размежеваны «культурные участки» — морские дачи петербургской и московской аристократии. В урочище Агрия — 108 участков, в урочище Кабак — 25 участков. Среди ольгинских дачников — княгиня А. А. Оболенская-Нелединская, граф М. А. Апраксин, генерал-лейтенанты А. Р. Мусселиус и А. И. Варнек, генерал-майоры Ф. Ф. Грязнов и А. И. Бескровный и др.
В марте-апреле 1920 г. под Ольгинкой шли ожесточенные бои отрядов Красной армии Черноморья (КАЧ) и 50-й Таманской дивизии Красной армии с белыми отрядами, отступавшими с Кубани на черноморское побережье.
В советский период в Ольгинке располагались колхоз «Новый Путь» (овощи, орех, ягода, виноград), бригада рыбаков колхоза им. Ворошилова (впоследствии «Родина»), цех Туапсинского рыбоперерабатывающего завода и два противотуберкулёзных санатория Министерства здравоохранения РСФСР — «Агрия» и «Черноморье»..
Сегодня Ольгинка — популярное место отдыха, славящееся чистой бухтой и прекрасным воздухом, насыщенным фитонцидами, биологическими веществами, убивающими вредные бактерии и повышающими иммунитет.
В селе, на пляже, находится единственный в России частный музей усадебного быта морских дачников конца XIX — начала XX вв. «Контора Старка».
Сергей Старк — историк, писатель, директор ольгинского музея.

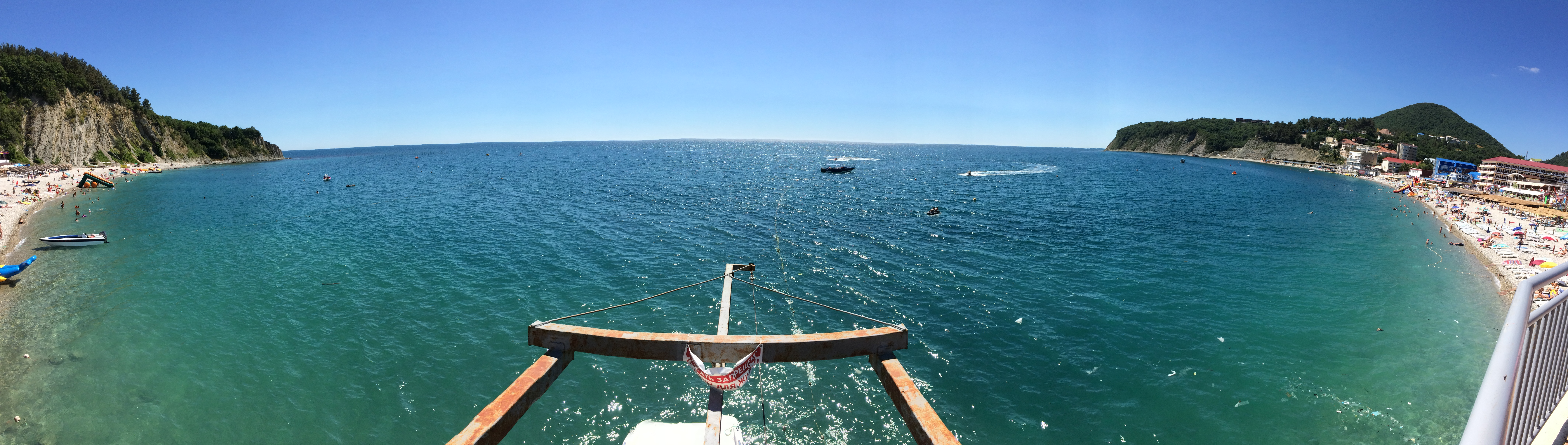

## Население
| 1989 | 1999  | 2002  | 2010  |
| ---- | ----- | ----- | ----- |
| 3123 | ↘1860 | ↘1830 | ↗2252 |

- В 1989 году в селе Ольгинка проживало 3123 жителя: русских — 2103, армян — 975, белорусов — 40, украинцев — 5.